# Les Plans (Gard)
Les Plans (okzitanisch: Los Plans) ist eine französische Gemeinde mit 291 Einwohnern (Stand: 1. Januar 2022) im Département Gard in der Region Okzitanien. Sie gehört zum Arrondissement Alès und zum Kanton Alès-2. Die Einwohner werden Esplanins genannt.

## Geographie
Les Plans liegt am Oberlauf der Alauzène, etwa zehn Kilometer ostnordöstlich von Alès in den Cevennen. Umgeben wird Les Plans von den Nachbargemeinden Servas im Westen und Norden, Navacelles im Nordosten, Brouzet-lès-Alès im Osten, Saint-Just-et-Vacquières im Südosten und Süden sowie Mons im Süden und Südwesten. 

## Bevölkerungsentwicklung
| Jahr                       | 1962 | 1968 | 1975 | 1982 | 1990 | 1999 | 2006 | 2015 | 2020 |
| -------------------------- | ---- | ---- | ---- | ---- | ---- | ---- | ---- | ---- | ---- |
| Einwohner                  | 98   | 102  | 91   | 138  | 138  | 140  | 187  | 254  | 284  |
| Quellen: Cassini und INSEE |      |      |      |      |      |      |      |      |      |